# 德普 (伊利諾伊州)
德普（英語：DePue）是位於美國伊利諾伊州比羅縣的一個村落。

## 地理
德普的座標為41°19′34″N 89°18′04″W / 41.32611°N 89.30111°W，而該地最高點為海拔高度143米（即470英尺）。

## 人口
根據2010年美國人口普查的數據，德普的面積為7.70平方千米，當中陸地面積為7.00平方千米，而水域面積為0.70平方千米。當地共有人口717人，而人口密度為每平方千米93人。